# قراهام باريت
قراهام باريت (بالإنجليزية: Graham Barrett)‏ (6 أكتوبر 1981 بدبلن في جمهورية أيرلندا - ) هو لاعب كرة قدم أيرلندي في مركز الهجوم. شارك مع منتخب جمهورية أيرلندا تحت 21 سنة لكرة القدم ومنتخب جمهورية أيرلندا لكرة القدم. أما مع النوادي، فقد لعب مع برايتون أند هوف ألبيون وسانت جونستون وشيفيلد وينزداي وكوفنتري سيتي وكولتشستر يونايتد ونادي أرسنال ونادي شامروك روفرز ونادي فالكيرك ونادي كرو ألكساندرا ونادي بريستول روفيرز ونادي ليفينغستون لكرة القدم.

## مسيرته الكروية
لعب قراهام باريت خلال مسيرته الاحترافية مع 11 ناديًا في خمسة عشر موسمًا وسجل خلالها 22 هدفًا ضمن 200 مباراة. ولم يفز بأي موسم بالكأس وفاز في موسم واحد بالدوري.
خاض قراهام باريت مسيرته مع نادي أرسنال في موسم 1999–00 لمدة موسم واحد، مشاركًا في مباراتين ولم يسجل أي هدف. ثم انتقل إلى نادي بريستول روفيرز في موسم 2000–01 لمدة موسم واحد، حيث شارك في مباراة ولم يسجل أي هدف أيضًا. لينتقل بعدها إلى نادي كولتشستر يونايتد في موسم 2001–02 لمدة موسم واحد، مشاركًا في 20 مباراة سجل خلالها 4 أهداف. ثم انتقل إلى نادي برايتون أند هوف ألبيون في موسم 2002–03 لمدة موسم واحد، مشاركًا في 30 مباراة سجل خلالها هدفًا واحدًا. هذا وانتقل لاحقًا إلى نادي كوفنتري سيتي في موسم 2003–04 ولمدة موسمين، مشاركًا في 55 مباراة سجل خلالها 6 أهداف. ثم انتقل بعدها إلى نادي شيفيلد وينزداي في موسم 2004–05 لمدة موسم واحد، مشاركًا في 6 مباريات سجل خلالها هدفًا واحدًا. ليعود وينتقل من جديد، لكن هذه المرة إلى نادي ليفينغستون لكرة القدم في موسم 2005–06 لمدة موسم واحد، مشاركًا في 6 مباريات ولم يسجل أي هدف. لينتقل بعدها إلى نادي فالكيرك في موسم 2006–07 واستمر معه طيلة ثلاثة مواسم، مشاركًا في 47 مباراة سجل خلالها 8 أهداف. ثم لعب في نادي سانت جونستون في موسم 2008–09 لمدة موسم واحد، مشاركًا في 9 مباريات سجل خلالها هدفًا واحدًا. ليعود ويرتحل عنه إلى نادي شامروك روفرز في عامي 2009-2011 ولمدة موسمين، مشاركًا في 21 مباراة سجل خلالها هدفًا واحدًا أيضًا.

## وصلات خارجية
- قراهام باريت على موقع قاعدة بيانات كرة القدم.إي يو (الإنجليزية)
- قراهام باريت على موقع ناشيونال فوتبول تيمز (الإنجليزية)
- قراهام باريت على موقع Soccerbase.com (لاعب) (الإنجليزية)
- قراهام باريت على موقع Soccerway.com (الإنجليزية)
- قراهام باريت على موقع عالم كرة القدم.نت (الإنجليزية)